# 三江街道 (金华市)
三江街道是中国浙江省金华市婺城区下辖的一个街道，由金华经济技术开发区托管，辖区大致为宾虹路、武义江、海棠路、双龙南街间范围，面积6.6平方千米:66。
辖区曾属城南乡。1995年10月由原城南乡拆分出三江街道和西关街道，1996年1月1日正式成立，下辖辖7个村委会，委托金华经济技术开发区代管。1996年7月建立8个居委会，2000年6月由增设7个居委会，撤销3个村委会；2001年11月12日，撤销15个居委会同事设立11个社区居委会。2003年4月29日，三江街道红旗村委会所属五里牌楼、后姜、高畈、汪家店、中村、金钱寺6个自然村归江南街道，章宅划归西关街道，原西关街道寺后皇村归三江街道。2003年10月27日,原三路口、姜家、项宅3个村委会撤销，设三路口、姜家、项宅、天龙南国4个社区居委会，至此三江街道原村委会全部撤销:66。

## 辖区
该街道辖有：
新园社区、江滨社区、阳光社区、雅苑社区、婺江新村社区、寺前皇社区、何宅村社区、汪下滩社区、万达社区、东莱社区、洪坞村社区、姜家社区、三路口社区、项宅村社区、天龙南国社区、定业新村社区和保集半岛社区。
- 金华商城
- 金华市政府
- 寺前皇社区俯瞰
- 三姑殿